# Danae Brugiati
Danae Brugiati Boussounis (Chiriquí, Panamá, 29 de septiembre de 1944) es una educadora y traductora panameña, autora de seis libros en los géneros de ensayo, cuento y poesía. En el 2019 su ensayo “Mestizaje: Mujeres y Mitos”, le valió el premio Ricardo Miró, el máximo galardón de las letras panameñas para los autores nacionales.

## Biografía
Danae Brugiati nació en la provincia de Chiriquí e hizo sus primeros estudios en la escuela Elisa Chiari y posteriormente los continúa con una beca en el Colegio Nuestra Señora de los Ángeles. Obtiene su diploma de bachiller en Letras en el colegio Félix Olivares de David. En España, obtiene el título de Literatura Española en la Universidad de Barcelona. Ya en Grecia donde pasa parte de su juventud, obtiene una Maestría en Lengua y Literatura Griega Moderna en la Universidad de Tesalónica.  
Radicada en Grecia (1986-1997), se dedica a la enseñanza del español como lengua extranjera y es redactora y correctora de textos para el periódico “El Sol de Atenas”.   
Durante su residencia en Estados Unidos (1994-1997) ofrece servicios como traductora e intérprete en las Cortes de El Bronx, Brooklyn, Manhattan, Queens, Staten Islands y en el Departamento de Educación de Nueva York. También es profesora de español para los periodistas de Reuters y  los médicos de la Clínica Psiquiátrica del Cabrini Hospital.

## Activismo
Danae formó parte de la Asociación de Mujeres Extranjeras donde fungió como Directora del Departamento  de Políticas de Adaptación de los repatriados y refugiados en su periodo de encuentro con el nuevo entorno social y cultural. Allí también realizó talleres, programas de salud enseñanza de la lengua griega a polacos, kurdos, gitanos, albanos, latinoamericanos entre otros. 
En el Servicio de Paz y Justicia fue intérprete del Boletín Informativo, y participó en la organización de los programas y campañas de concienciación, talleres para mujeres y jóvenes, apoyo a miembros de comunidades marginadas y a las luchas por los derechos humanos y además talleres, conferencias, seminarios sobre la protección y el uso adecuado del entorno inmediato en comunidades marginadas.
Actualmente es parte de la Junta Directiva de la ONG Agroaldeas donde trabaja en la gestión de actividades socio-educativas y en la concientización sobre la protección del ambiente.  
Danae es además miembro del Congreso Bolivariano de Los Pueblos, Capítulo de Panamá y en el año 2004 fue invitada especial del Congreso anual que en aquella ocasión se llevó a cabo en Maracaibo, Venezuela.

## Obras literarias
Cuento
- Pretextos para contarte (Cuentos, Editorial Foro/taller Sagitario, 2014)[3]
- En las riberas de lo posible (Cuentos, Editorial El Duende Gramático, 2016)

Poesía
- 26 lágrimas de luz, Antología poética (el duende gramático, Panamá 208)
- Extreme, antología poética sobre la justicia social y ambiental (Vagabond, USA 2018)

Ensayo
- Mestizaje: Mujeres y Mitos (Premio Ricardo Miró 2019)
- Textos luminosos, ensayos, encomios y diálogos (Ensayo, Editorial Mitosis, 2016)

Otros
- Haiku do, en la ruta de la poesía breve, colección de haikus con otras tres poetas (Modus Ludicus, Panamá 2018).
- Traducción de La Doncella sin manos de Magdalena Camargo Lemieszek, New York Poetry Press, 2018
- Basta, cien mujeres contra la violencia, Co/editora (Modus Ludicus, 2017)
- Danae ha publicado artículos en diversos periódicos griegos y en "EL Diplomático", Panamá y cuentos en “El sol de Atenas”, Grecia,  en la revista “Maga”, “Panorama de las Américas” revista de COPA Airlines, en diversas Antologías de cuentos en México, El Salvador y Panamá.